# Gedenktafel an die Bezwingung des Khanats der Dsungaren

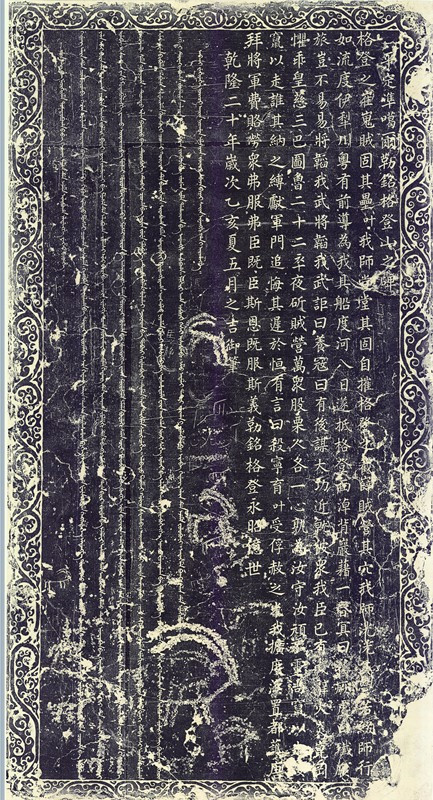
Gedenktafel an die Bezwingung des Khanats der Dsungaren

Die Gedenktafel an die Bezwingung des Khanats der Dsungaren (chinesisch 平定准噶尔勒铭碑, Pinyin Píngdìng Zhǔngá’ěr Lèmíng bēi, englisch Stone Tablet of Quelling Zhungar Leming) befindet sich im Südwesten des Kreises Mongolküre (Zhaosu 昭苏县) im Kasachischen Autonomen Bezirk Ili des Uigurischen Autonomen Gebiets Xinjiang der Volksrepublik China im Gebirge Gedeng Shan (格登山). Sie wurde 1761 in der Qianlong-Ära, einige Jahre nach der Bezwingung der Dsungaren dort im Jahr 1756, errichtet.
Die Steintafel steht seit 2001 auf der Liste der Denkmäler der Volksrepublik China (5-473).